# Никольск (Пензенская область)
Нико́льск — город в России, административный центр Никольского района Пензенской области.
Образует муниципальное образование город Никольск со статусом городского поселения как единственный населённый пункт в его составе.
Распоряжением Правительства РФ от 29 июля 2014 года № 1398-р «Об утверждении перечня моногородов» город включён в категорию «Монопрофильные муниципальные образования Российской Федерации (моногорода), в которых имеются риски ухудшения социально-экономического положения».

## География и климат

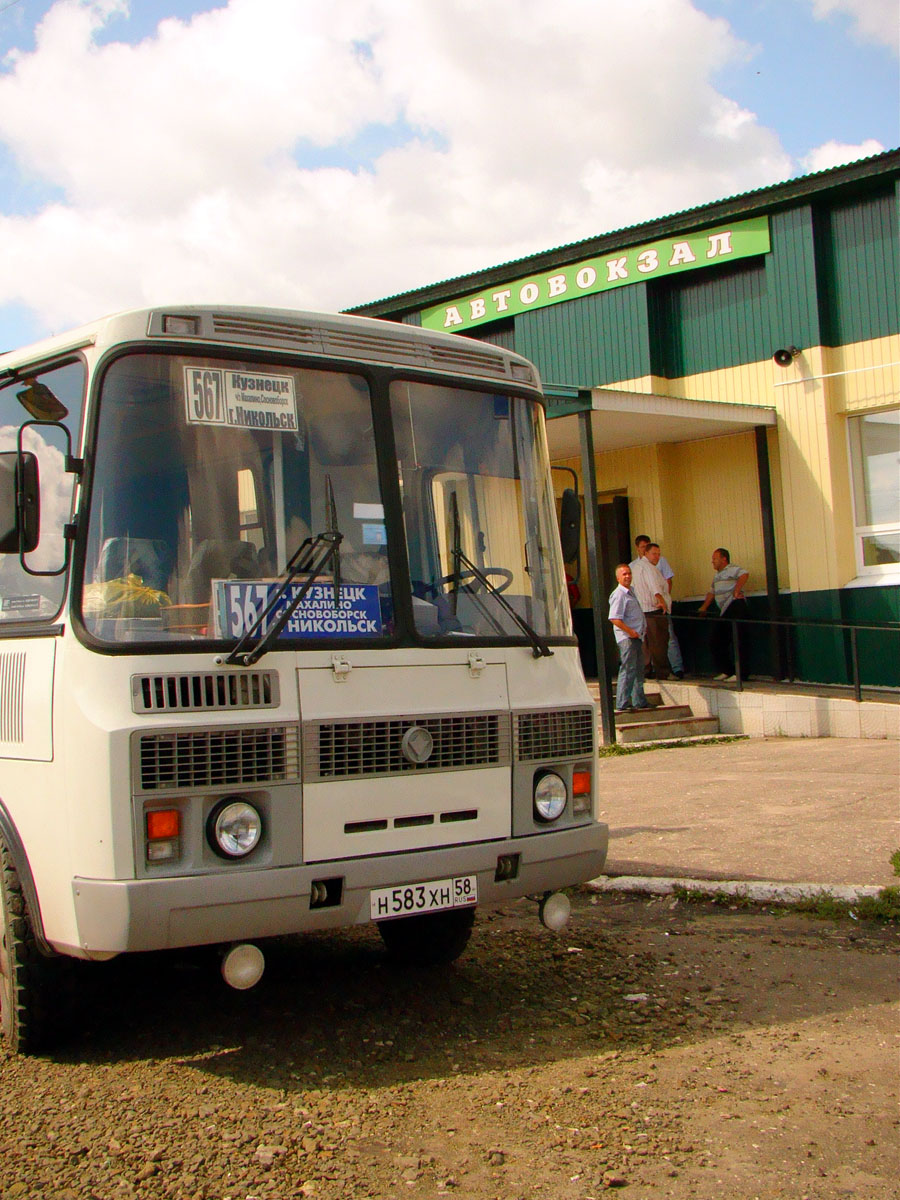
Автовокзал Никольск

Город находится в 27 км к югу от железнодорожной станции Ночка на линии «Рузаевка—Самара», в 110 км к северо-востоку от Пензы, на реке Вырган (бассейн Инзы, Суры).
Расположен в восточной части Русской равнины.
Климат — умеренно континентальный с четко выраженными временами года. Зимы относительно мягкие (средняя температура −10°). Лето засушливое, с преобладанием ливневых осадков.

## История города
Возник из двух сел: Никольского (Николо-Пёстровки), известного с 1668, и Пёстровки (Малой Пёстровки), основанного в 1680-х гг. В 1761 оба села оказались в руках одного владельца и образовали единый населённый пункт. Этому способствовало обилие природных ресурсов — лесов, хорошего качества песка и возможность сплавлять продукцию весной по рекам Маис — Инза — Сура.
В 1764 владелец с. Никольская Пёстровка А. И. Бахметев основал здесь хрустальный завод (с 1920 — завод «Красный гигант»), продукция которого получила международное признание. Хрусталь изготавливался для царского двора, шедевры творчества никольских мастеров хранятся в Эрмитаже, Русском музее, Павловском дворце, Государственном Историческом музее и в Никольском музее художественного стекла. В 1785 году село Пёстровка (вместе с деревнями Мокрая Поляна и Теплый Стан) показано за помещицей Агафоклеей Ивановной Бахметевой (770 ревизских душ). В современном городе имеются маслодельный и хлебозавод, лесокомбинат, 4 средние школы, профтехучилище, 5 библиотек, школа искусств, детская спортивная школа, оркестр народных инструментов (создан в 1904), 2 поликлиники, больница. Планировка улиц прямолинейная, современная застройка сохранила преемственность и привязана к главному предприятию города — заводу «Красный гигант» с каскадами прудов на р. Вырган и с главной улицей, связывающей два исторических центра города.
В 1906 году рабочий Никольско-Пестровского хрустального завода, уроженец Городищенского уезда Василий Михайлович Рогов был избран депутатом в первый русский парламент — Государственную думу Российской империи I созыва от Пензенской губернии. Он был одним из первых сторонников профессиональных рабочих союзов и «примирительных камер». Его судьба после 1908 года неизвестна.

### Советский период (1917—1991)
В Николо-Пёстровке без вооружённой борьбы была установлена советская власть. В городе в 1905 году начал работу первый в губернии совет рабочих и солдатских депутатов при заводе. С 1928 года — рабочий посёлок Никольская Пёстровка и районный центр в составе Куйбышевской области Средне-Волжского края, с 1939 года — в составе Пензенской области. 15 апреля 1954 года получил статус города и название Никольск. Уроженцы Никольска и района активно участвовали в Великой Отечественной войне. 12 человек удостоены звания Героя Советского Союза. После войны город активно развивался. Росло промышленное производство, строились новые районы города, жилые дома, объекты инфраструктуры.

### 1990-е годы
После распада СССР в Никольске вплоть до 1993 года сохранялась советская система власти. Большинство руководителей района из районного совета были переведены в районную администрацию. С конца 1993 реальную власть утратили все местные советы, в том числе и Никольский районный совет депутатов. Основные проблемы новой России затронули и Никольск: угрожающими темпами росла преступность, снижался экономический потенциал района, вплоть до 1999 года валовой продукт неуклонно падал.
Множество предприятий прекратили свою деятельность. Однако градообразующее предприятие города — завод «Красный Гигант» — продолжал работать, несмотря на финансовые трудности. Набирали темп частные производства — в основном за счёт торговли, лёгкой и пищевой промышленности.

### 2000-е годы
Сложная ситуация сложилась на градообразующем предприятии города — заводе «Красный Гигант». С конца 2008 года «Красный Гигант» полностью прекратил производство и находится в стадии признания его банкротом. Сегодня завода «Красный Гигант» как такового уже не существует. Экономический рост наблюдался лишь в торговле. За 10 лет (1999—2009) в городе заметно увеличилось количество торговых точек, продуктовых, хозяйственных и других специализированных магазинов. С 2009 года магазины, продающие продукцию никольских предприятий, стали отмечаться специальным знаком (бренд).
В 2005 году был открыт новый спортивный комплекс «Олимп», в 2008 году введён в эксплуатацию бассейн «Лазурный». Были построены новые здания суда и прокуратуры.

## Население
| 1748    | 1912    | 1926    | 1931    | 1939    | 1959    | 1967    | 1970    | 1979    |
| ------- | ------- | ------- | ------- | ------- | ------- | ------- | ------- | ------- |
| 120     | ↗2502   | ↗4226   | ↗4600   | ↗10 100 | ↗16 818 | ↗21 000 | ↘20 740 | ↗23 632 |
| 1989    | 1992    | 1996    | 1998    | 2002    | 2003    | 2005    | 2006    | 2007    |
| ↗26 871 | ↗27 300 | ↘26 700 | ↘26 300 | ↘24 061 | ↗24 100 | ↗24 300 | →24 300 | ↘24 100 |
| 2009    | 2010    | 2011    | 2012    | 2013    | 2014    | 2015    | 2016    | 2017    |
| ↗24 162 | ↘22 471 | ↗22 500 | ↘22 374 | ↘22 323 | ↘22 103 | ↘21 748 | ↘21 318 | ↘21 056 |
| 2018    | 2020    | 2021    |         |         |         |         |         |         |
| ↘20 572 | ↘19 611 | ↗19 873 |         |         |         |         |         |         |

На 1 января 2025 года по численности населения город находился на 682-м месте из 1124 городов Российской Федерации.

## СМИ и развитие массовых коммуникаций
Еженедельно выпускаются газеты «Знамя Труда», «Любимая Газета». Работает местное телевидение (Никольск-ТВ) в виде вставок в вечерний эфир одного из федеральных телеканалов. Связь между гражданами осуществляется посредством телефонной, факсимильной, телеграфной, почтовой и другими видами связи.
Сотовая связь
Услуги мобильной связи предоставляют мобильные компании — «Мегафон», «Билайн», «МТС» и «Тele2». Мобильная связь в городе появилась летом 2004 года. Первым свои услуги населению начал предоставлять оператор «Мегафон». Интернет в городе представлен компаниями «Ростелеком», «Мегафон» и «Yota».
Радиостанции
В 2020 году в городе началось вещание трех радиостанций.
| Частота, МГц | Название                  | Статус |
| ------------ | ------------------------- | ------ |
| 103,5        | Новое радио               | Вещает |
| 106,1        | Радио Дача                | Вещает |
| 107,3        | Радио России / ГТРК Пенза | Вещает |

## Экономика
Город представлен предприятиями стекольной, хрустальной, пищевой, лёгкой промышленности. В городе ранее действовала узкоколейная железная дорога, принадлежащая заводу «Красный Гигант», которую полностью в 2000-е годы разобрали и продали на металлолом. Основное предприятие стекольной промышленности — ЗАО «Никольский Завод светотехнического стекла». Завод «Красный Гигант» и его имущество разделено на 48 лотов, которые постепенно будут распродаваться на соответствующих аукционах. Уже все продано. На территории бывшего завода в настоящее время открыто несколько предприятий малого и среднего бизнеса.
 Завода как такового уже нет, часть зданий снесены. Бывшее здание заводоуправления относится к памятникам истории и культуры Пензенской области, но находится в частных руках. На момент 2024 года  представляет собой печальное зрелище, разрушается.

## Политическая жизнь
В городе действуют представительства партии «Единая Россия», КПРФ. На постоянной основе работает главный городской законодательный орган — городское собрание представителей, представленное 15 депутатами (по количеству округов). Сформирован также и особый орган молодёжного самоуправления — так называемый молодёжный парламент. Прошедшие в декабре[уточнить] выборы с огромным перевесом выиграли представители «Молодой гвардии». Часть мест также досталось молодёжному движению «Крылья».

## Достопримечательности
- Уникальный «Музей стекла и хрусталя», основанный в 1789 году (один из 5 старейших в России). Первоначально это была заводская образцовая при стекольном заводе Алексея Ивановича Бахметева (Никольско-Бахметевский завод). В 1990 году было построено новое здание музея.
- Здание заводоуправления — памятник архитектуры (1792), особняк заводчика — памятник истории и архитектуры (1862).
- Один из ранних в России памятников В. И. Ленину (1926).
- Мемориал никольчанам, погибшим в годы Великой Отечественной войны и аллея Героев —  бюсты тринадцати Героев Советского Союза — Константина Анохина, Николая Антошкина, Константина Бирюкова, Михаила Борисова, Александра Винокурова, Ивана Каткова, Прохора Кашутина, Дмитрия Климзова, Василия Марфицина, Петра Нестерова, Сергея Сорокина, Алексея Сухарева и Николая Шикина, а также двух кавалеров ордена Славы трёх степеней — Сергея Громкова и Дмитрия Зимина, уроженцев и жителей Никольского района (1985; бюст Зимина установлен в 2018).
- Братская могила воинов, умерших от ран в 1941—1945 в местном госпитале.
- Памятник советским воинам, выполнявшим интернациональный долг в Афганистане.
- Краеведческий музей (открыт в 2015 году по инициативе главы местной администрации Людмилы Лининой; включает в себя зал краеведения, зал флоры и фауны, картинную галерею, выставочный зал и конференц-зал).

## Известные уроженцы и люди, связанные с городом
- Родина известного в рунете видеоблогера Юрия Хованского.
- Родина Героя Советского Союза Сергея Дмитриевича Сорокина (1910—1970), лейтенанта, командира самоходной артиллерийской установки, 17.8.1944, первым вышедшего на государственную границу СССР с Восточной Пруссией, после тяжелого встречного боя с превосходящими силами противника, в котором Сорокин подбил 3 немецких танка и будучи тяжело раненным не покинул боевой машины.
- В 1943—1944 годах в Никольске работал вторым секретарем райкома ВКП(б) будущий член Политбюро ЦК КПСС Федор Давыдович Кулаков (1918—1978).
- Родина ряда выдающихся мастеров художественного хрусталя, деятелей науки, техники, культуры.
- Здесь бывали Л. Н. Толстой, музыкант и композитор В. В. Андреев, создатель знаменитого академического оркестра народных инструментов имени Осипова в Москве (В Николо-Пестровке он лично занимался с оркестром народных инструментов), бывала и скульптор В. И. Мухина.
- Здесь окончил среднюю школу №1 первооткрыватель лазерного разделения изотопов Г.Н. Макаров.
- О городе и заводе «Красный гигант» написан роман В. Садовского «Алмазная грань».

## Образование
В Никольске насчитывается 4 учреждения дошкольного образования (детские сады), 4 учреждения среднего (школы) и 1 учреждение среднего специального образования (ГБПОУ ПО НТК им.А.Д.Оболенского).
В городе работают филиалы нескольких московских вузов.